# Carl Gustaf Taube von Odenkat
Carl Gustaf Graf Taube von Odenkat (* 12. April 1867 in Stockholm; † 7. November 1941 in Vassända-Naglum,  Älvsborgs län Schweden) war ein schwedischer Graf, Landvermessungsingenieur und Treuhänder. Er stammte aus dem deutsch-schwedisch-baltischen Adelsgeschlechts der „von Taube“.

## Werdegang
Carl Gustav Taube trat als Freiwilliger in das Västgötadals Infanterieregiment ein und erlangte 1888 den Dienstgrad Sergeant. Er besuchte dann bis Juli 1889 die Kriegsschule Karlberg. Es schloss sich bis Oktober 1889 eine Dienstzeit als Kammerpage bei der schwedischen Königin Sophia an. 1889 legte er seine Abiturprüfung ab und wurde im November zum Unterleutnant befördert. Ab November 1889 arbeitete er als Landvermesser, studierte Landvermessung und legte 1894 sein Ingenieurexamen für Landvermessung ab. Am 5. März 1894 wurde er zum Leutnant befördert und übernahm das Amt des stellvertretenden Leiters der Vermessungskommission der Provinz Älvsborgs. Im Jahre 1901 nahm er vom aktiven Militärdienst  Abschied und trat in ein Reserveregiment ein, in dem er 1907 zum Major der Reserve befördert wurde. 1909 wurde er zum Leiter der Vermessungskommission der Provinz Älvsborg berufen, welches er bis zum 24. März 1932 innehatte. Für seine Verdienste wurde er 1926 zum Ritter des Wasaordens ausgezeichnet. Ab 1932 war er Familienfideikommissar  und Treuhänder der „Treuhandstiftung zum Ausbau des Stockholmer Hafens“.

## Familie
Carl Gustafs Vater war Gustaf Diedrich (Gösta) Graf Taube von Odenkat (1823–1887), der in zweiter Ehe mit Emilie Maria Lindquist verheiratet war. Carl Gustaf heiratete Hedda Augusta Vendela Marianne von 
Schwerin (* 1875), mit der er folgende Nachkommen hatte: Edvard Filip Graf Taube (1916–2006), Ebba Marianne Taube (* 1901) und Carl Friedrich Berent Erbgraf Taube von Odenkat (1909–1993).